# Mélanie Doutey

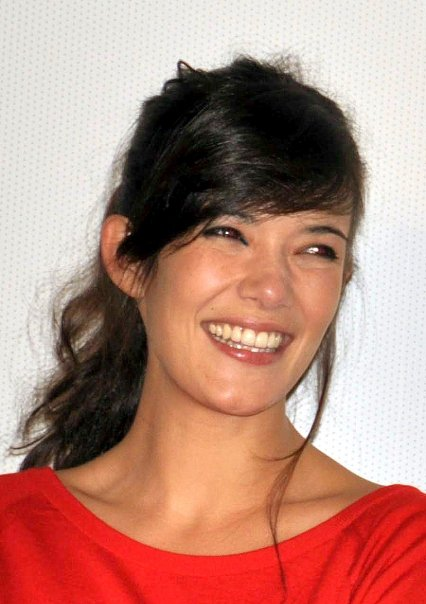
Mélanie Doutey.

Mélanie Doutey född 22 november 1978, är en fransk skådespelare som bl.a. varit huvudrollsinnehavare i TV-serien Clara Sheller från 2005.